# 金縷梅科
金縷梅科（学名：Hamamelidaceae）屬於虎耳草目下的開花植物。金縷梅科下有27個屬及大約130種，全都是灌木或小喬木。大部分生长在亚洲的亚热带地区，也有少数生长在美洲、澳洲和马达加斯加岛，中国有17属约80种，集中分布在南方。特徵是單葉互生，具掌狀脈，托葉明顯；花兩性，單性同株則罕有，萼管與子房多少合生，萼齒4或5，花瓣4或5。
本科物種有着獨特的花序，所以早期的分類系統，例如克朗奎斯特系統（Cronquist system, 1981, 1988）將金縷梅科獨立出來成為金縷梅目；近期的APG和APG II分類系統（APG system, 1998, 2003）則將金縷梅科歸類為虎耳草目下的一個科。

## 屬
- 山銅材屬（Chunia）
- 蠟瓣花屬（Corylopsis） — 約有30種，原產東亞。
- 李榄梅属 Dicoryphe Thouars, 1804
- 雙花木屬（Disanthus） — 1種，原產東亞。
- 假蚊母樹屬（Distyliopsis）
- 蚊母樹屬 Distylium — 約有10種，原產東亞。
- 活塞花属 Embolanthera Merr., 1909
- 秀柱花屬 Eustigma
- 馬蹄荷屬 Exbucklandia — 1種，原產東南亞。
- 牛鼻栓屬 Fortunearia — 1種，原產中國東部。
- 佛塞木屬 Fothergilla — 3種，原產美國東南部。
- 金縷梅屬 Hamamelis — 4種，原產北美洲東部、東亞。
- 檵木屬 Loropetalum — 2種，原產東南亞及日本。
- 马来檵木属 Maingaya Oliv., 1873
- 蚊母桂属 Matudaea Lundell, 1940
- 水丝楠属 Molinadendron P. K. Endress, 1969
- 殼菜果屬（Mytilaria）
- 疏蛎木属 Neostrearia L. S. Sm., 1958
- 红蛎木属 Noahdendron P. K. Endress, B. Hyland & R. Tracey, 1985
- 蛎木属 Ostrearia Baill., 1871
- 帕罗梯木属（Parrotia） — 1種，原產西南亞的阿爾波茲山脈。
- 白縷梅屬（Parrotiopsis） — 1種，原產喜瑪拉雅地區。
- 紅花荷屬（Rhodoleia） — 約有7種，原產東南亞。
- 山白樹屬（Sinowilsonia） — 1種，原產中國西部。
- 水絲梨屬（Sycopsis— 約有7種，原產東南亞。
- 四藥門花屬 Tetrathyrium－1種，於香港首次被發現。
- 毛缕梅属 Trichocladus Pers., 1807

有些植物學家主張應將紅花荷屬由金縷梅科內分出來，另外成立紅花荷科（Rhodoleiaceae），不過Angiosperm Phylogeny Group根據遺傳學的研究，認為紅花荷屬應該分類在金縷梅科內比較好。
蕈樹屬（Altingia）、楓香樹屬（Liquidambar）、半楓荷屬（Semiliquidambar）這三個屬以前被分類在金縷梅科內，目前已經由金縷梅科分出，三個屬併入新成立的枫香科（Altingiaceae）內。

## 外部連結
- Hamamelidaceae （页面存档备份，存于） in L. Watson and M.J. Dallwitz (1992 onwards). The families of flowering plants. （页面存档备份，存于）